# أرت هايت
أرت هايت (29 يونيو 1912 في الولايات المتحدة - 3 يناير 1991 في الولايات المتحدة) (بالإنجليزية: Art Hyatt)‏ هو لاعب كرة سلة أمريكي في مركز مدافع مسدد الهدف.

## وصلات خارجية
- أرت هايت على موقع سبورتس رفرنس (الإنجليزية)